# Horosedly (Čkyně)
Horosedly (nářečně Horysedla, z Horysedel, z Horysed) jsou malá vesnice, část obce Čkyně v okrese Prachatice v Jihočeském kraji. Nachází se asi tři kilometry severozápadně od Čkyně. V roce 2011 zde trvale žilo 42 obyvatel.
Horosedly leží v katastrálním území Horosedly u Čkyně o rozloze 3,93 km².

## Historie
První písemná zmínka o vesnici pochází z roku 1400.

## Obyvatelstvo
| Rok            | 1869 | 1880 | 1890 | 1900 | 1910 | 1921 | 1930 | 1950 | 1961 | 1970 | 1980 | 1991 | 2001 | 2011 | 2021 |
| -------------- | ---- | ---- | ---- | ---- | ---- | ---- | ---- | ---- | ---- | ---- | ---- | ---- | ---- | ---- | ---- |
| Počet obyvatel | 315  | 242  | 291  | 310  | 312  | 285  | 241  | 160  | 166  | 110  | 82   | 63   | 49   | 42   | 40   |
| Počet domů     | 46   | 47   | 48   | 50   | 51   | 51   | 51   | 49   | 44   | 36   | 31   | 44   | 42   | 44   | 44   |

## Obecní správa
Při sčítání lidu v letech 1850–1929 Horosedly byly osadou obce Nahořany v okrese Strakonice. V letech 1930–1963 byly samostatnou obcí, se kterým patřily nejprve do okresu Strakonice, ale od roku 1950 v okrese Vimperk. Od roku 1964 jsou částí obce Čkyně v okrese Prachatice.

## Pamětihodnosti
- Přírodní památka Čistá hora, louka na vedlejším vrcholu stejnojmenného kopce.
- Ve vesnici se na návsi nachází kaple, před ní stojí památník padlým z první světové války.

## Fotogalerie

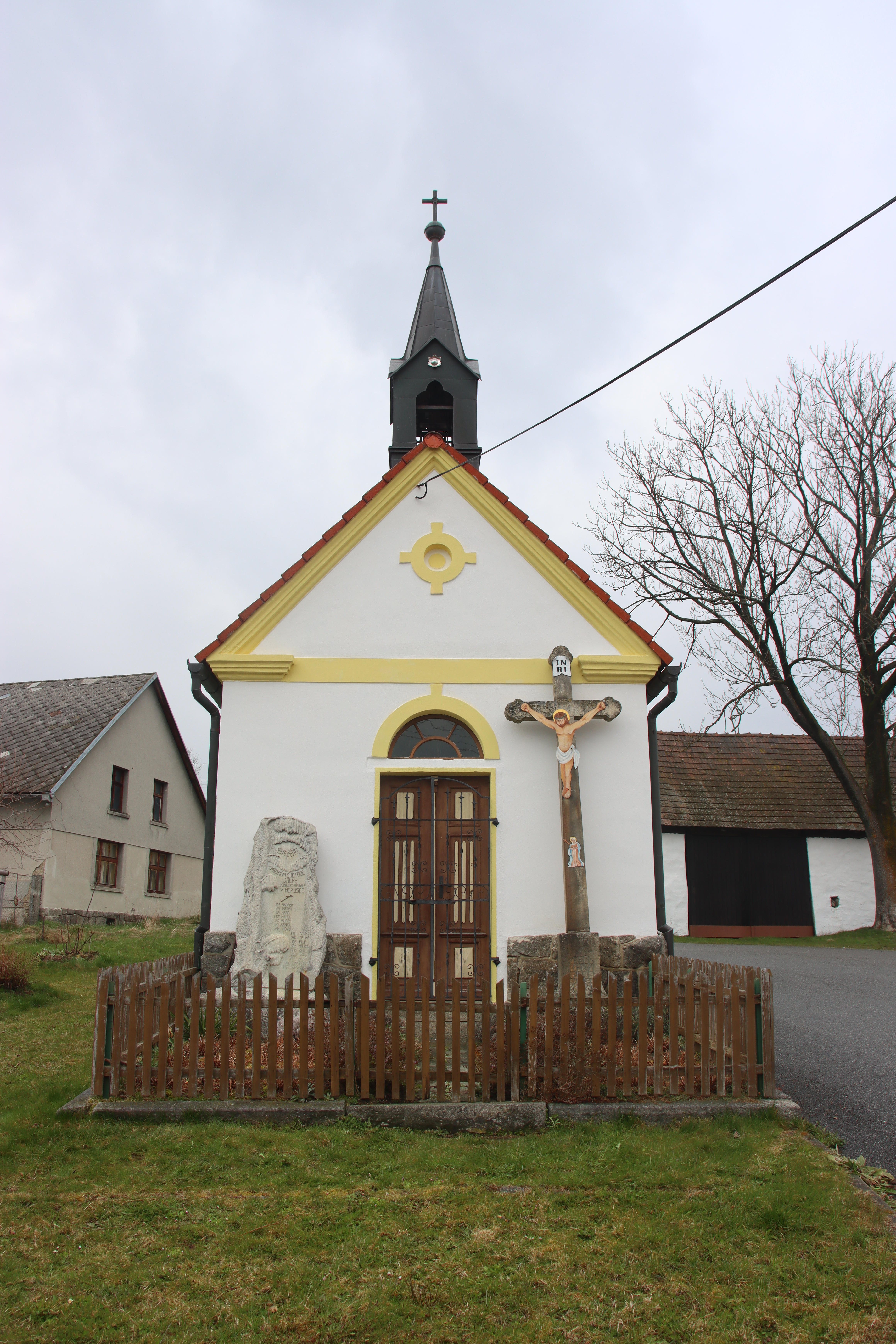
Kaple s křížem
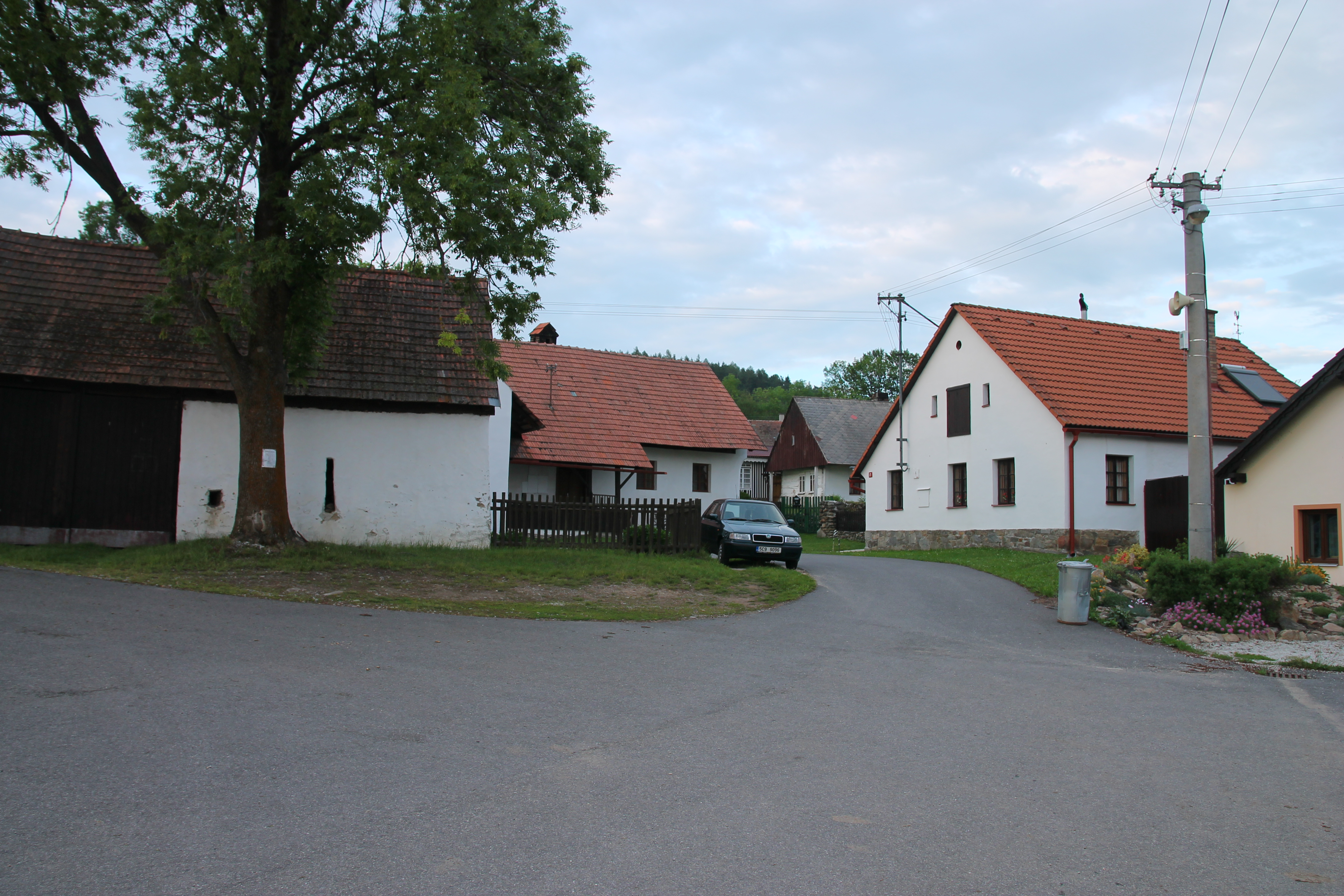
Náves
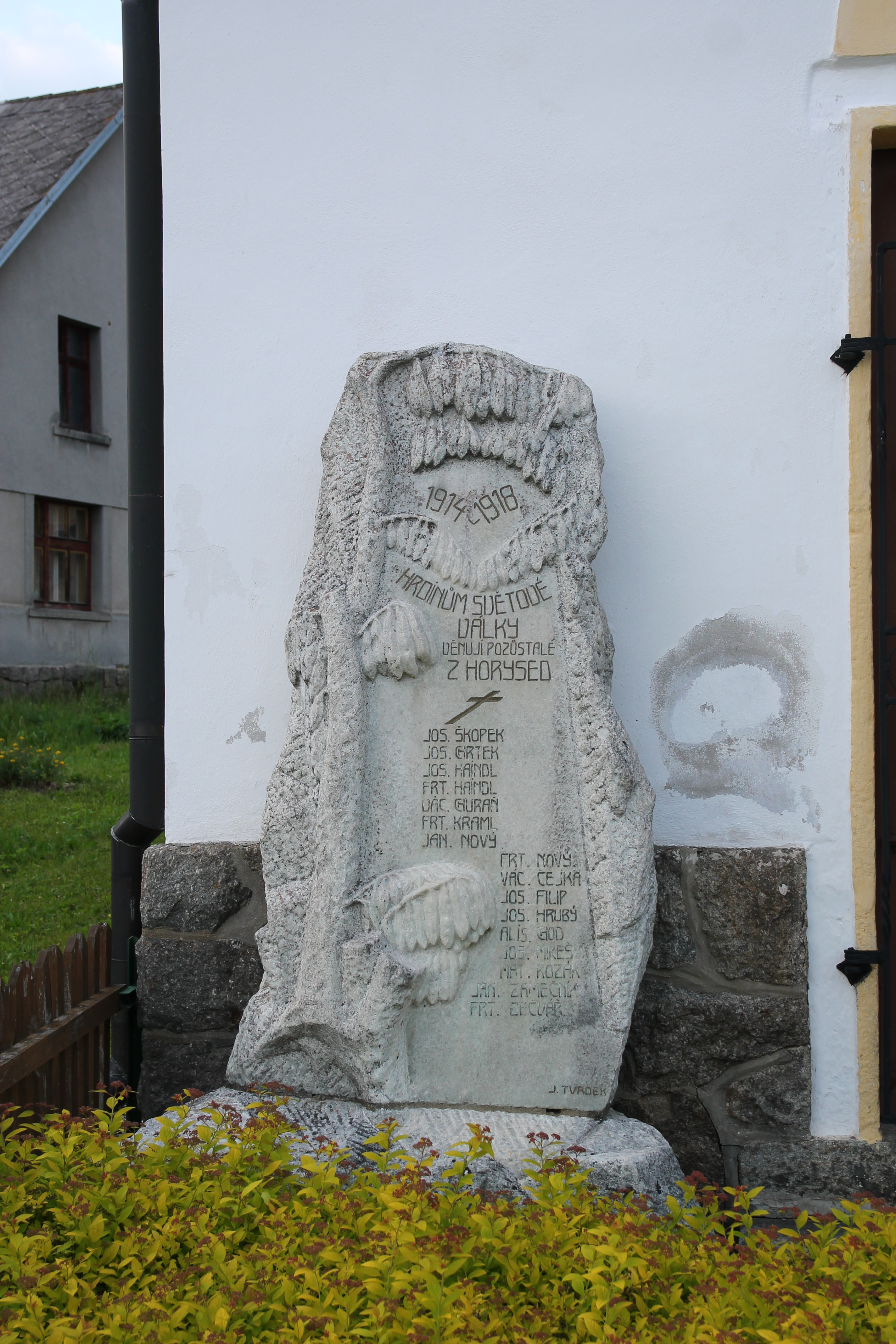
Památník padlým z první světové války
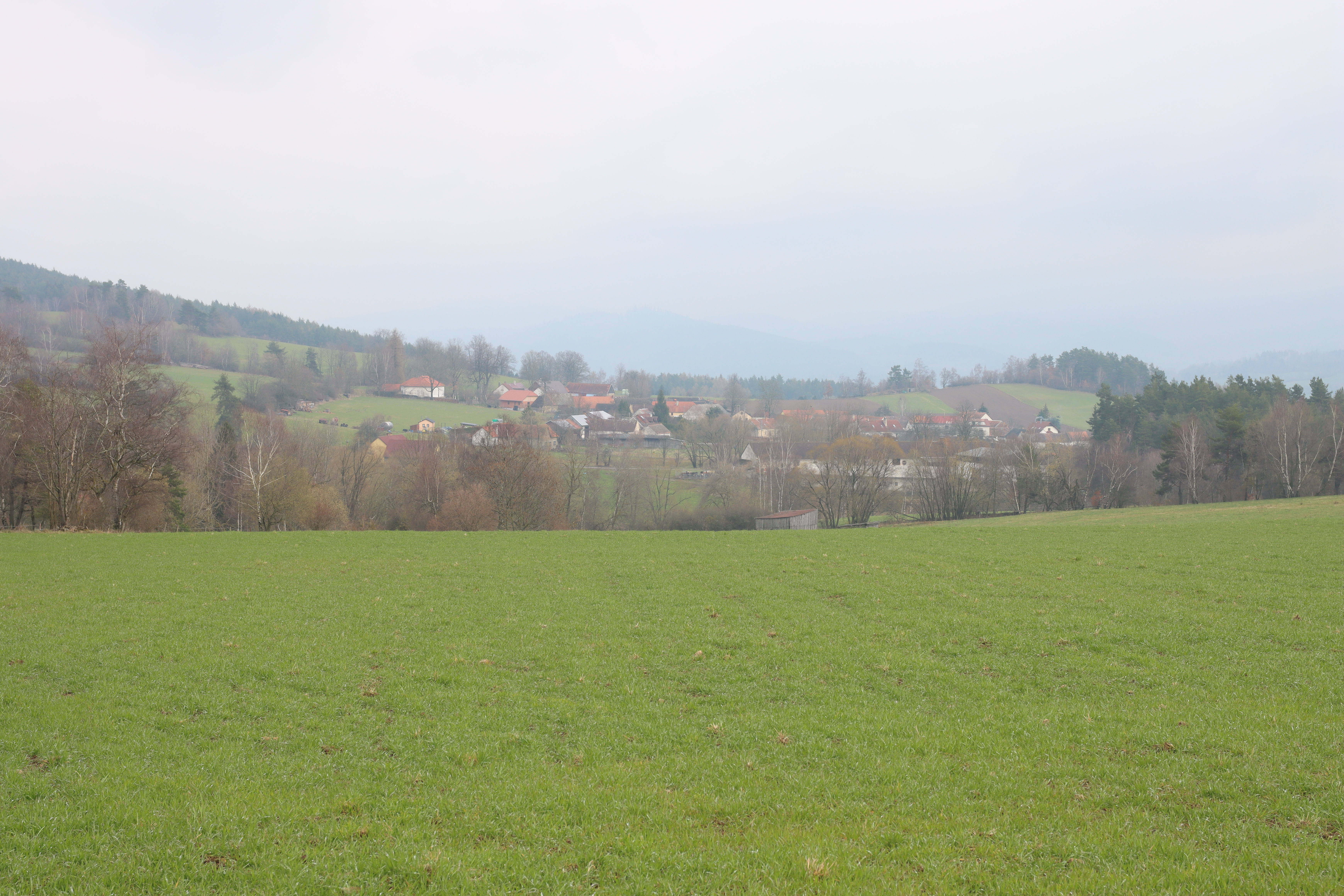
Pohled na vesnici od Čisté hory
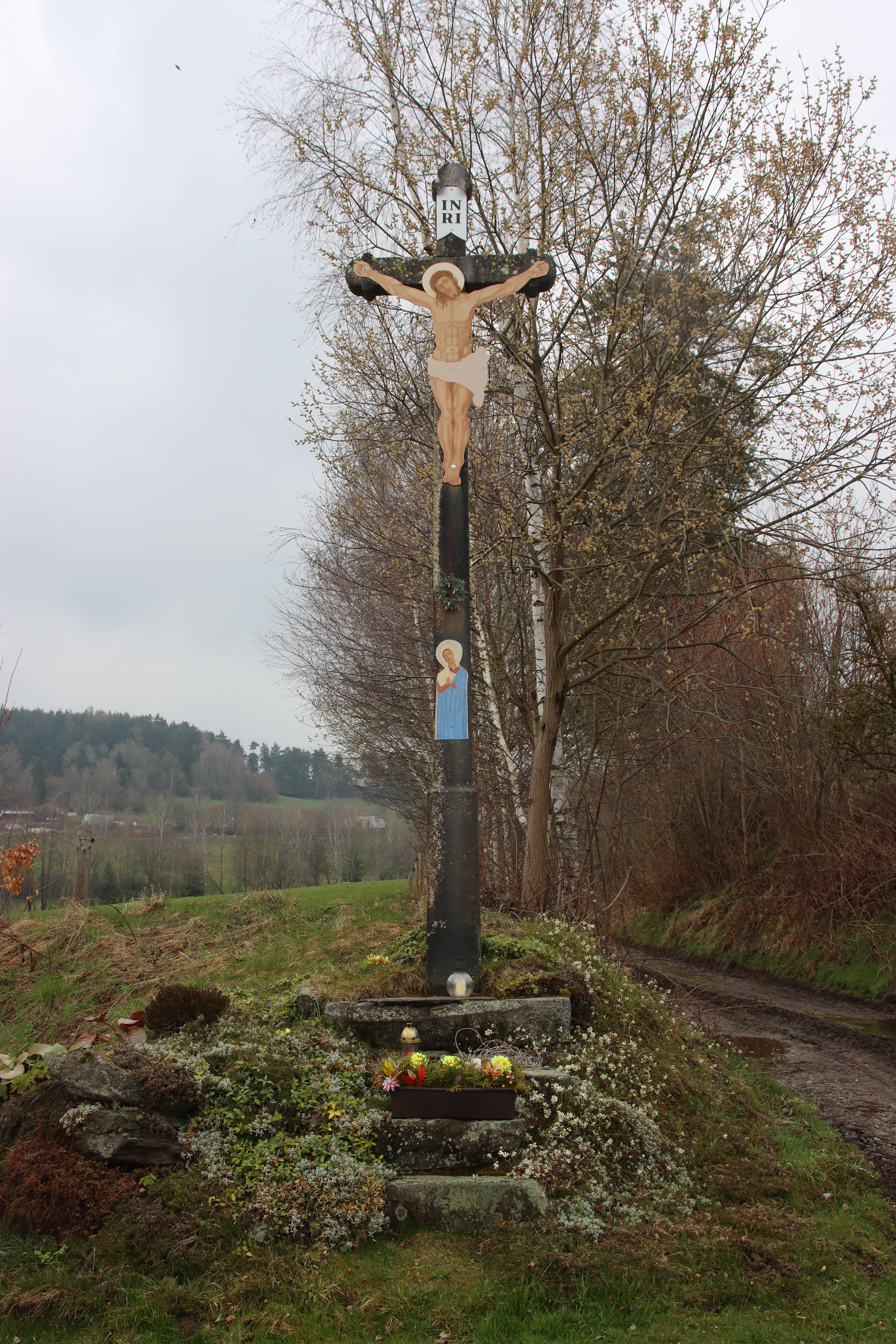
Kříž západně od jádra vesnice
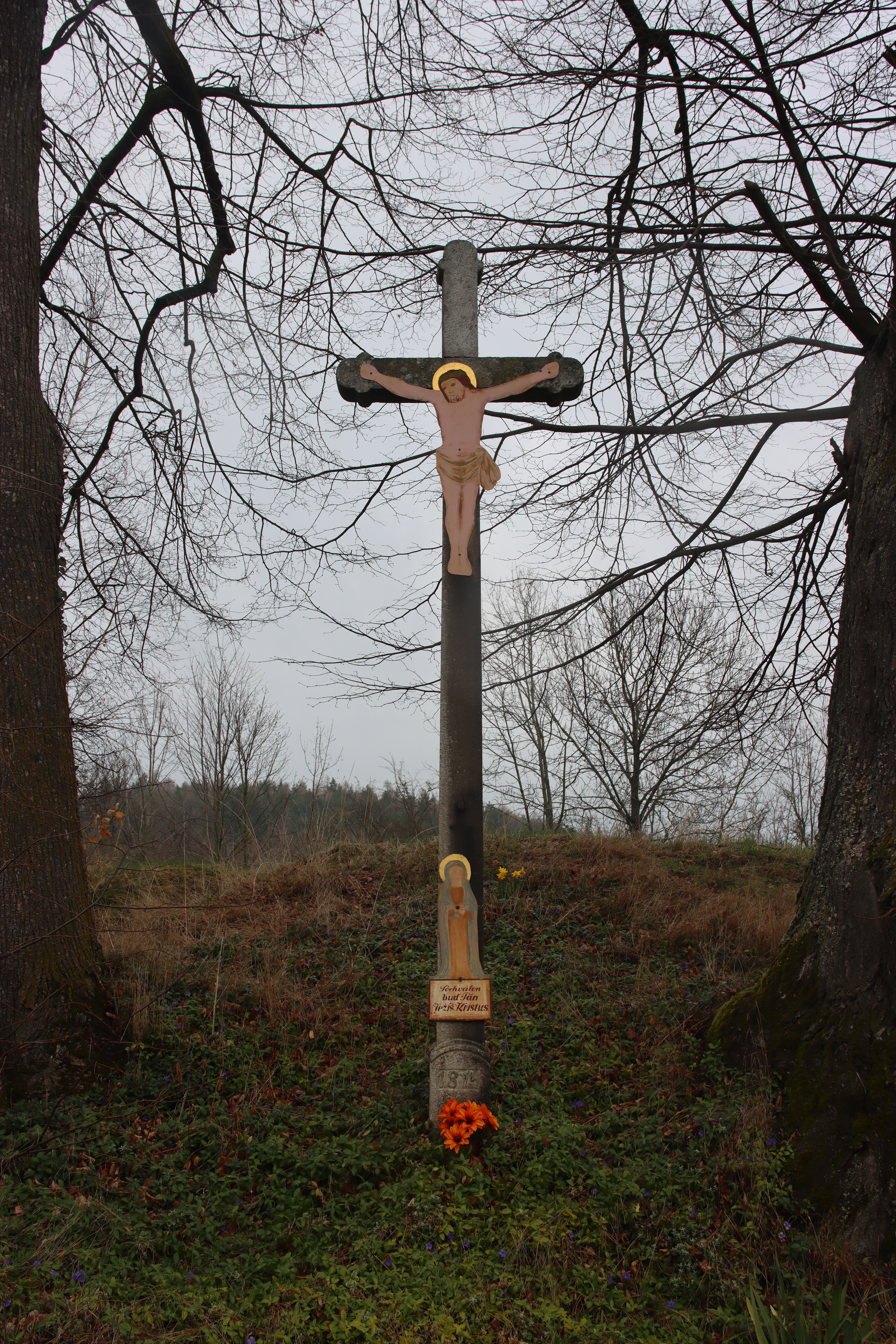
Kříž severně od jádra vesnice
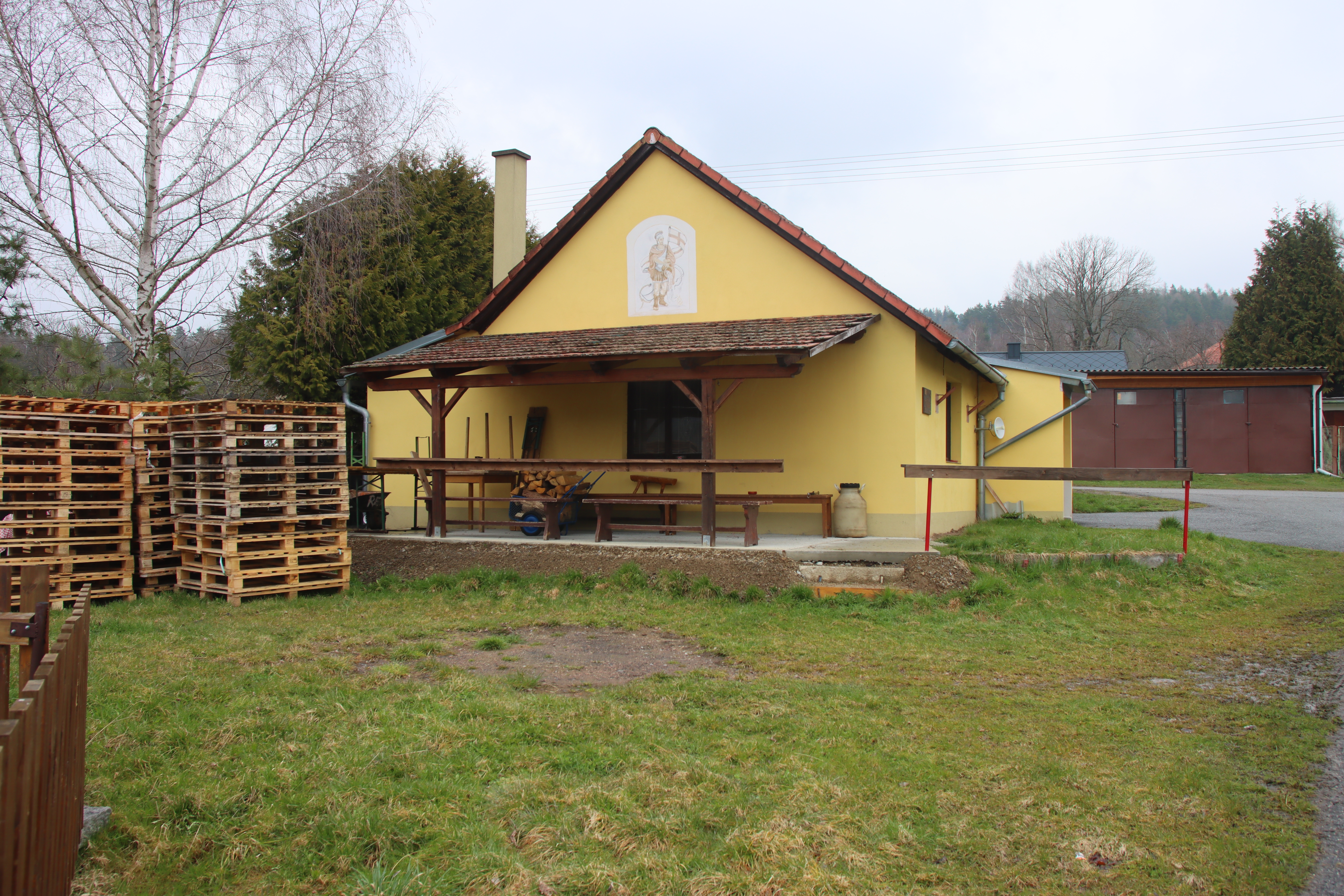
Hasičská zbrojnice
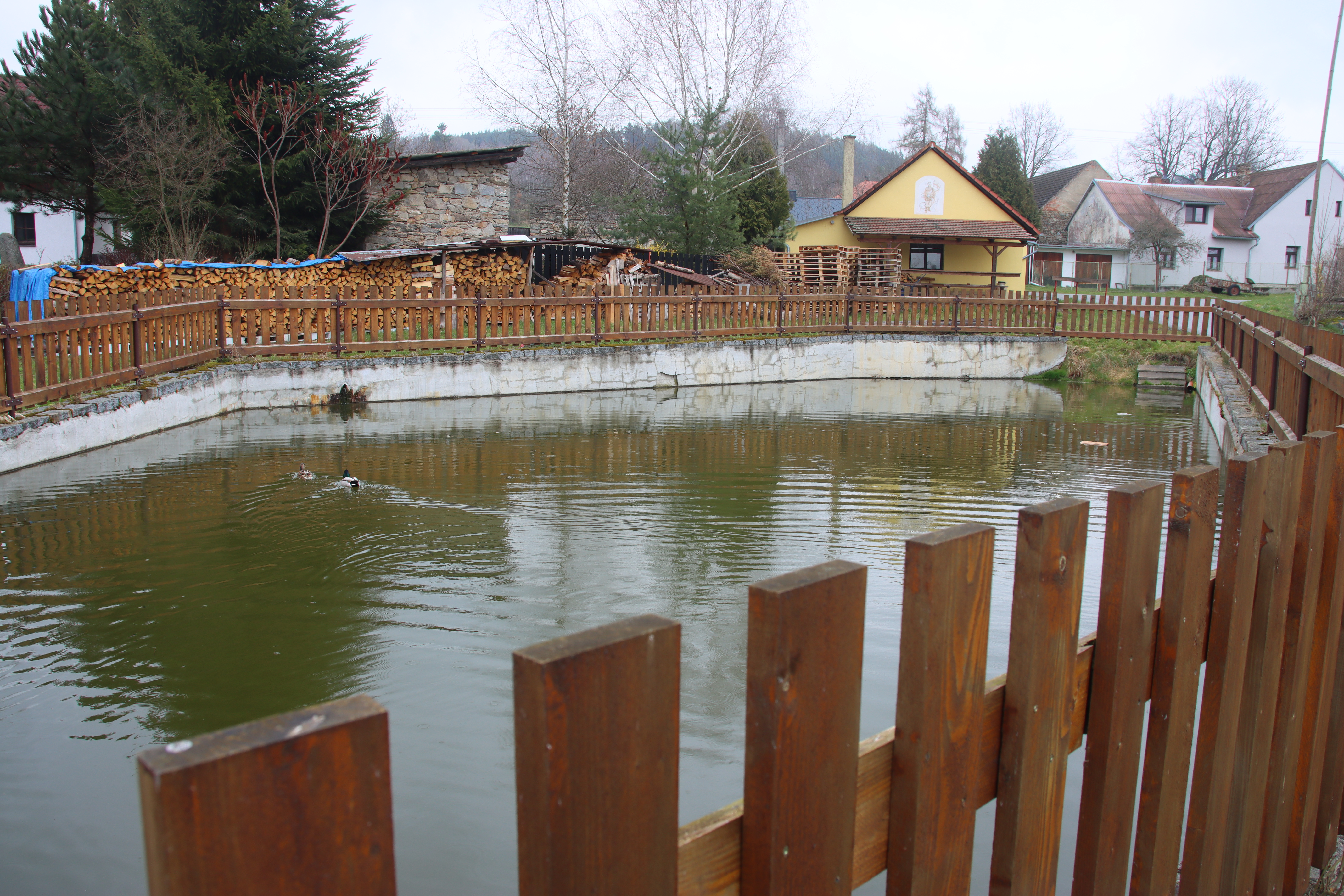
Požární nádrž
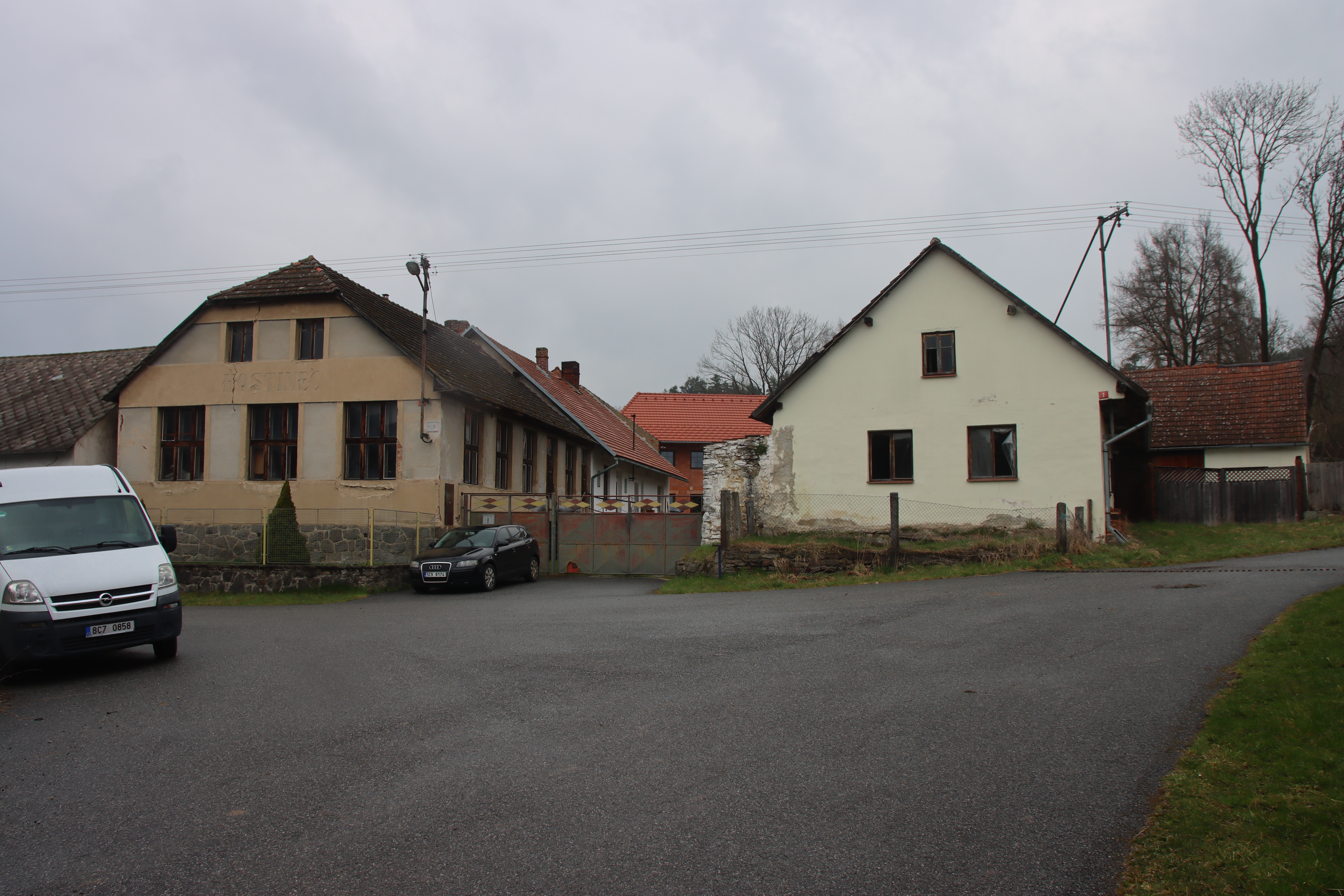
Chalupy na návsi
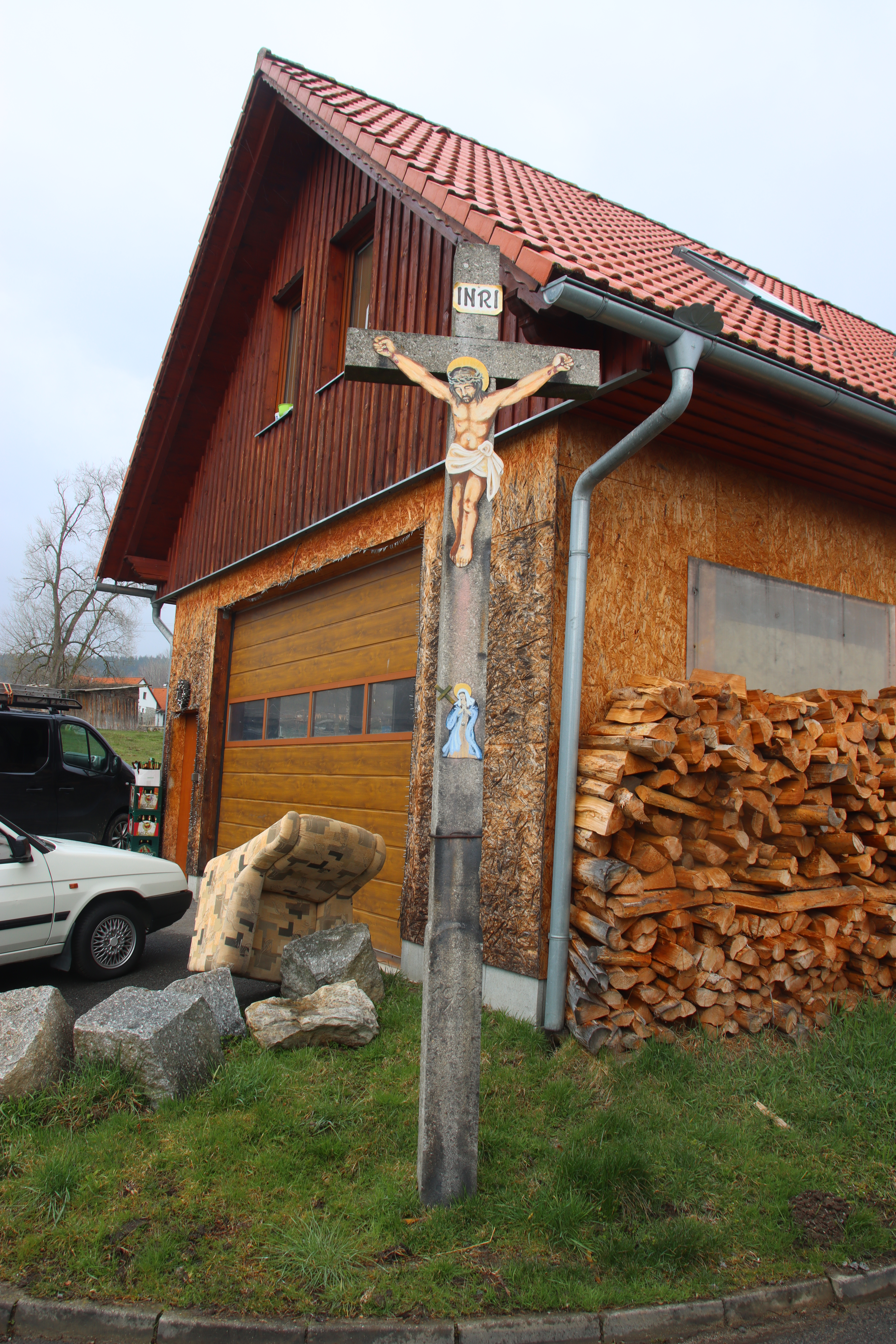
Kříž ve vesnici